# Susan Fennell
Pour les articles homonymes, voir Biefer et Fennell.
Susan Fennell (née Susan Biefer,) (née en 1953) est une femme politique canadienne de l'Ontario. Elle est mairesse de la ville de Brampton de 2000 à 2014. Elle est également la fondatrice et première commissaire de la Ligue nationale de hockey féminin. Son passage à la mairie de Brampton est caractérisé par des controverses et des conflits.

## Biographie
Né à Saint-Laurent, maintenant un arrondissement de Montréal au Québec, Fennell complète une formation en science et en science de l'environnement à l'Université de Toronto à Mississauga en 1977,. Elle et son mari John sont parents de deux enfants devenus adultes, Michael et Joey. Avant d'entrer en politique, elle travaille pour Mettler Toledo pendant 11 ans.

## Politique
Élu conseillère du district #3 en 1988, elle devient mairesse de la ville en 2000. Sous son impulsion, elle participe à la création de la Ligue nationale de hockey féminin et sert comme commissaire jusqu'à sa retraite en juillet 2006.
En 1993, elle tente sans succès de devenir députée progressiste-conservatrice dans la circonscription de Brampton.